# Dicranum ontariense
Dicranum ontariense là một loài Rêu trong họ Dicranaceae. Loài này được W.L. Peterson mô tả khoa học đầu tiên năm 1977.